# Реформа русской орфографии 1918 года
Реформа русской орфографии 1918 года — орфографическая реформа в России в 1917—1918 годах.
Реформа в основном состояла в изменении ряда правил русского правописания, что наиболее заметным образом проявилось в виде исключения нескольких букв из состава русского алфавита.

## История реформы

Карикатура на тему разрабатывавшейся реформы в приложении к «Петербургской газете» от 18 апреля 1904 года

Реформа обсуждалась и готовилась задолго до своего практического проведения. Впервые она оформилась в виде «Предварительного сообщения» Орфографической подкомиссии при Императорской академии наук под председательством Алексея Александровича Шахматова (1904). В 1911 году особое совещание при Академии наук в общем виде одобрило работы предварительной комиссии и вынесло по этому поводу свою резолюцию: детально разработать основные части реформы; соответствующее постановление было опубликовано в 1912 году. С этого времени появляются единичные издания, напечатанные по новой орфографии. Официально реформа была объявлена 11 (24) мая 1917 года в виде «Постановлений совещания по вопросу об упрощении русского правописания», а 17 (30) мая на основании указанных материалов Министерство народного просвещения Временного правительства предписало попечителям округов немедленно провести реформу русского правописания; ещё один циркуляр вышел 22 июня (5 июля).

Заметка в «Петербургской газете» от 3 января 1914 года

Декретом за подписью советского Народного комиссара по просвещению Анатолия Васильевича Луначарского, опубликованным (без даты) 23 декабря 1917 года (5 января 1918 года), «всем правительственным и государственным изданиям» (среди прочих) предписывалось с 1 января (ст. ст.) 1918 года «печататься согласно новому правописанию». С нового года (по ст. ст.) первый номер официального органа печати СНК газеты «Газета временного рабочего и крестьянского правительства» вышел (равно как и последующие) в реформированной орфографии, в точном соответствии с изменениями, предусмотренными в Декрете (в частности, с использованием буквы «ъ» только в разделительной функции). Однако, прочая периодическая печать на территории, контролировавшейся большевиками, продолжала выходить, в основном, в дореформенном исполнении; в частности, официальный орган ВЦИК «Известия» ограничился лишь неиспользованием «ъ», в том числе и в разделительной функции (заменяя букву апострофом); партийный орган газета «Правда» сохранял дореформенное написание до 19 марта (в этот день вышло два номера: утренний- с дореформенной орфографией и вечерний- без конечных «ъ»).                                                                                           Декрет о введении новой орфографии» (с 15 октября того же года) за подписью Покровского и Бонч-Бруевича от 10 октября 1918 года, опубликованный в «Известиях» 13 октября, возымел фактическое действие, хотя и с опозданием: «Известия» перешли на новое правописание с 19 октября того же года, в заглавии газеты — после 25 октября; «Правда» также перешла на новую орфографию с 19 октября (№ 226 — не все материалы).

## Содержание реформы
В соответствии с реформой:
- из алфавита исключались буквы Ѣ (ять), Ѳ (фита), І («и десятеричное»); вместо них должны употребляться, соответственно, Е, Ф, И;
- исключался твёрдый знак (Ъ) на конце слов и частей сложных слов, но сохранялся в качестве разделительного знака (подъём, адъютант);
- изменялось правило написания приставок на з/с: теперь все они (кроме, собственно, с-) кончались на с перед любой глухой согласной и на з перед звонкими согласными и перед гласными (разбить, разораться, разступиться → разбить, разораться, но расступиться);
- в родительном и винительном падежах прилагательных и причастий окончание -аго после шипящих заменялось на -его (лучшаго → лучшего), во всех остальных случаях -аго заменялось на -ого, а -яго на -его (например, новаго → нового, ранняго → раннего), в именительном и винительном падежах множественного числа женского и среднего родов -ыя, -ія — на -ые, -ие (новыя (книги, изданія) → новые);
- словоформы женского рода множественного числа онѣ, однѣ, однѣхъ, однѣмъ, однѣми заменялись на они, одни, одних, одним, одними;
- словоформа родительного падежа единственного числа ея (нея) — на её (неё).

В последних пунктах реформа, в общем говоря, затрагивала не только орфографию, но и орфоэпию и грамматику, так как написания онѣ, однѣ, ея (воспроизводившие церковнославянскую орфографию) в некоторой степени успели войти в русское произношение, особенно в поэзию (там, где участвовали в рифме: онѣ/женѣ у Пушкина, моя/нея у Тютчева и т. п.).
В документах орфографической реформы 1917—1918 годов ничего не говорилось о судьбе редкой и выходившей из практического употребления ещё до 1917 года буквы Ѵ (ижица); на практике после реформы она окончательно исчезла из алфавита.

## Практическая реализация

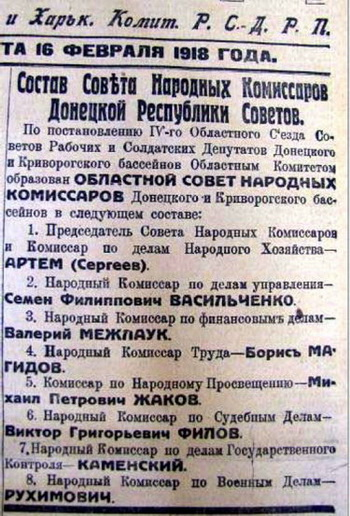
Фрагмент газеты за 16 февраля 1918 года, в целом написанный в соответствии с новыми правилами, но с тремя словами, написанными дореформенной орфографией

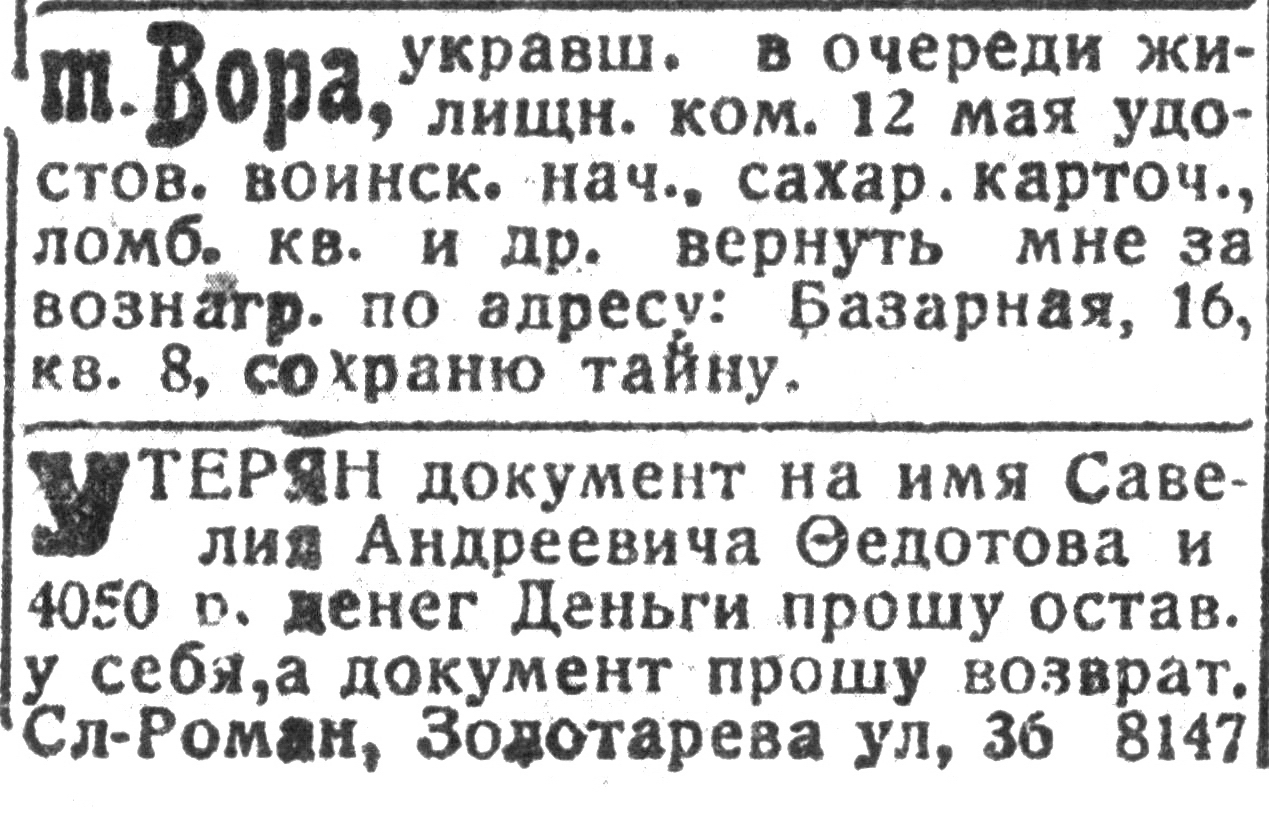
Объявление в одесской газете, 1919 год. Фамилия Федотов написана с буквой Ѳ (фита)

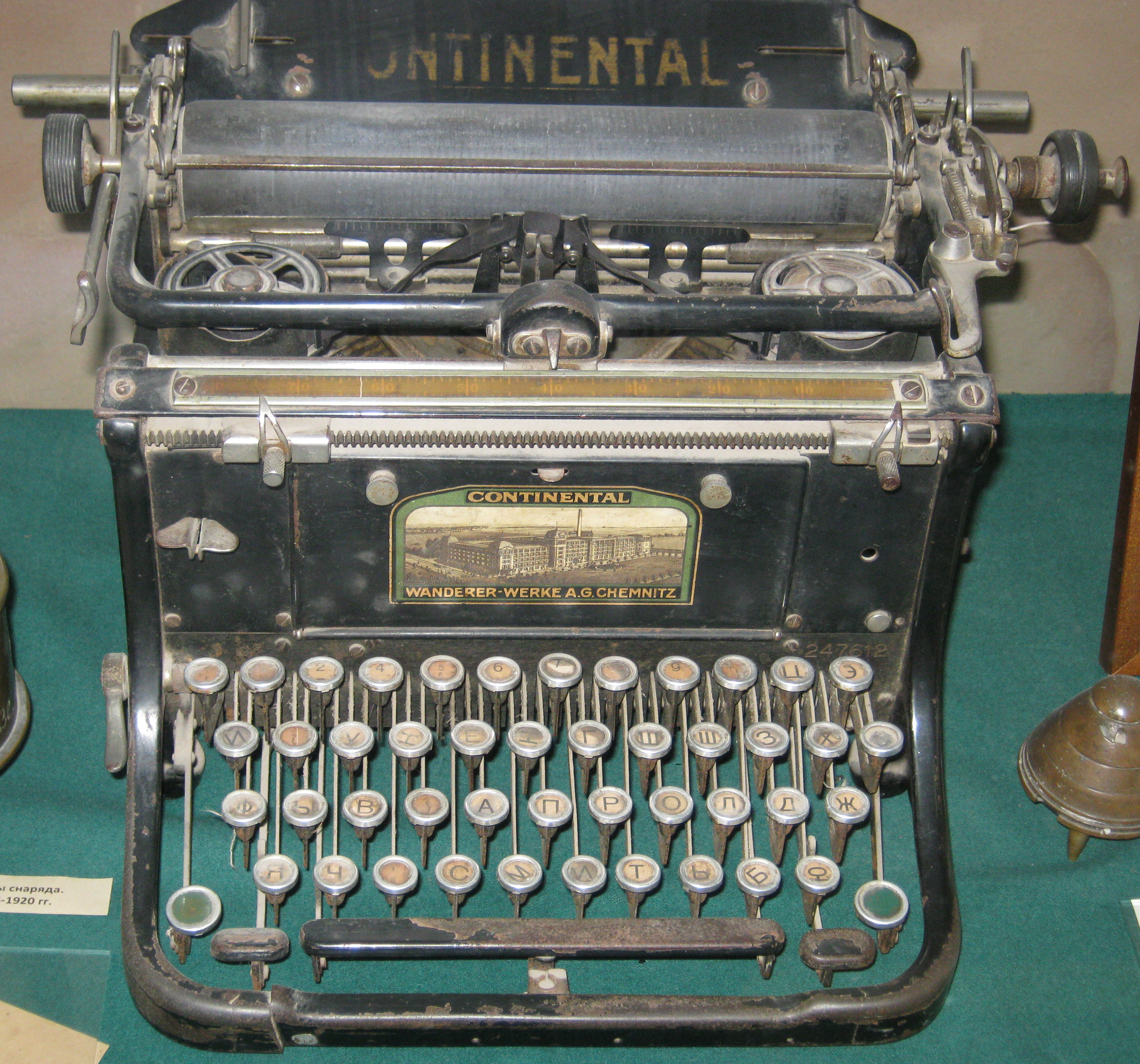
Пишущая машинка Continental, на которой стёрты русские буквы, запрещённые после реформы, и твёрдый знак

Непоследовательное применение правил старой и новой орфографии в сообщении «Красной газеты» от 2 сентября 1918 г.

Согласно декрету от 10 октября 1918 года «О введении новой орфографии», «все правительственные издания, периодические (газеты и журналы) и непериодические (научные труды, сборники и т. п.), все документы и бумаги должны с 15 октября 1918 года печататься согласно при сем прилагаемому новому правописанию». «Принудительное переучивание тех, кто уже усвоил правила прежнего правописания», в обоих декретах (от 23.12.1917 и от 10.10.1918) не допускалось.
Государственная власть достаточно скоро установила монополию на печатную продукцию и весьма строго следила за исполнением декрета. Частой практикой было изъятие из типографских касс не только букв и десятеричной, фиты и ятя, но и ера (твёрдого знака). Из-за этого получило широкое распространение написание апострофа как разделительного знака на месте Ъ (под’ём, ад’ютант), которое стало восприниматься как часть реформы, хотя на самом деле с точки зрения декрета Совнаркома такие написания являлись ошибочными. Тем не менее, некоторые научные издания, связанные с публикацией старых произведений и документов, а также издания, набор которых начался ещё до революции, выходили по старой орфографии (кроме титульного листа и, часто, предисловий) вплоть до 1929 года.

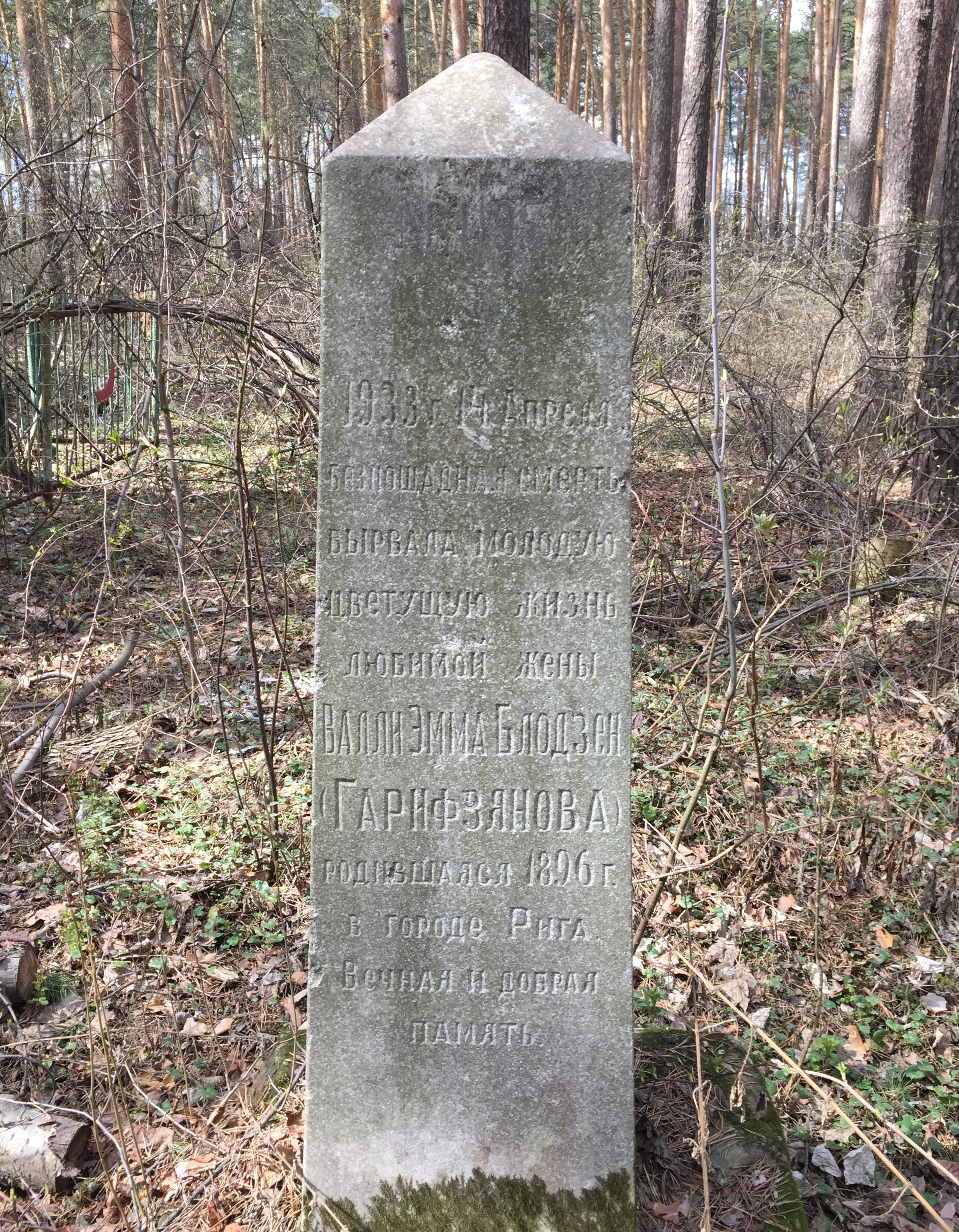
Использование дореформенного написания слова «безпощадная» в эпитафии на надгробии 1933 года в Свердловске (Татаро-Башкирское кладбище). При этом остальной текст эпитафии написан в пореформенной орфографии

Примечательно, что на российских, а позже советских железных дорогах эксплуатировались паровозы с обозначениями серий І, Ѵ и Ѳ. Несмотря на реформу орфографии, наименования серий оставались неизменными вплоть до списания этих паровозов (1950-е).

## Положительные стороны реформы
Реформа сократила количество орфографических правил, не имевших опоры в произношении, например, необходимость заучивания длинного списка слов, пишущихся через «ять» (причём относительно состава этого списка среди лингвистов велись споры, а различные орфографические руководства местами противоречили друг другу).
Реформа привела к некоторой экономии при письме и типографском наборе, исключив Ъ на конце слов (по оценкам Л. В. Успенского, текст в новой орфографии становится примерно на 1/30 короче).
Реформа устранила из русского алфавита пары полностью омофоничных графем (Ѣ и Е; Ѳ и Ф; І, Ѵ и И), приблизив алфавит к реальной фонологической системе русского языка.

## Негативные стороны реформы
Из-за того, что вместо «Ии» была убрана «Іі», при письме от руки бывает сложно различить буквы «Шш» и «Ии», чего бы не было при выборе буквы «Іі». Также выбор более широкой буквы в некоторой степени подорвал эффект сокращения текста (Ии — четвёртая по частотности буква русского алфавита). К тому же строчная «и», в отличие от строчной «і», является малой заглавной буквой, что ухудшает читаемость текста.

## Критика реформы

### До осуществления
При обсуждении реформы высказывались различные возражения, например:
- никто не имеет права насильственно производить изменения в системе установившейся орфографии… допустимы только такие изменения, которые происходят незаметно, под влиянием живого примера образцовых писателей;
- в реформе нет никакой настоятельной надобности: усвоение правописания затрудняется не столько самим правописанием, сколько плохими методами обучения…;
- реформа совершенно неосуществима…:
  - нужно, чтобы одновременно с проведением реформы орфографии в школе были перепечатаны по новому все школьные учебники…
  - далее нужно перепечатать всех классических авторов, Карамзина, Островского, Тургенева и др.;
  - а десятки и даже сотни тысяч домашних библиотек… составленных нередко на последние гроши в наследство детям? Ведь Пушкин и Гончаров оказались бы этим детям тем же, что нынешним читателям допетровские печати;
  - необходимо, чтобы весь преподавательский персонал, сразу, с полной готовностью и с полной убеждённостью в правоте дела принял единогласно новое правописание и держался его…;
  - нужно… чтобы бонны, гувернантки, матери, отцы и все лица, дающие детям первоначальное обучение, занялись изучением нового правописания и с готовностью и убеждённостью обучали ему…;
  - нужно наконец, чтобы всё образованное общество встретило реформу орфографии с полным сочувствием. Иначе рознь между обществом и школой окончательно дискредитирует авторитет последней, и школьная орфография покажется самим учащимся коверканием письма…

Отсюда делался вывод:

Всё это заставляет предполагать, что намеченное упрощение правописания целиком, с исключением из алфавита четырёх букв, в ближайшем будущем в жизнь не войдёт.

### После осуществления
Несмотря на то, что реформа была разработана задолго до революции без каких-либо политических целей профессиональными лингвистами (более того, среди её разработчиков был член крайне правого Союза русского народа академик Алексей Иванович Соболевский, предложивший, в частности, исключить ять и окончания -ыя/-ія), первые шаги к её практической реализации произошли после революции, а реально принята и внедрена она была большевиками. Это определило резко критическое отношение к ней со стороны политических противников большевизма (данное отношение афористично выразил Иван Алексеевич Бунин: «По приказу самого Архангела Михаила никогда не приму большевистского правописания. Уж хотя бы по одному тому, что никогда человеческая рука не писала ничего подобного тому, что пишется теперь по этому правописанию»). Она не использовалась в большинстве изданий, печатавшихся на контролировавшихся белыми территориях, а затем — и в эмиграции. Издания русского зарубежья начали принимать её частично уже в 1920-е годы, сначала отказавшись от твёрдого знака на конце слов, в массе своей они перешли на новую орфографию только в 1940-е — 1950-е годы в связи со второй волной эмиграции из СССР; хотя некоторые издания продолжали выходить в дореформенной орфографии и позже.

Газета «Россія» (Нью-Йорк, США) за 3 сентября 1955 года с использованием дореформенной орфографии

Реформа встретила также лингвистическую критику: её обвиняли в недостаточном устранении непоследовательности старой орфографии:

По-моему, покойный Шахматов большой грех на душу взял, что освятил своим авторитетом новую орфографию. Особенно с апострофами («под’ем» при «дьячек») трудно согласиться, да и вообще не многим выходит лучше, чем до реформы: основная проблема состояла в том, что в кириллице нет буквы для обозначения «о после смягченной согласной», а эта проблема и в новой орфографии осталась неразрешённой.
— Николай Сергеевич Трубецкой, письмо к Роману Осиповичу Якобсону от 1 февраля 1921
Как видно, Трубецкой был не совсем точен, считая, что широко применявшийся на практике апостроф требовался реформой, в действительности официально сохранившей в этой функции твёрдый знак.
Известна критика орфографической реформы Ивана Александровича Ильина, содержащая элементы как лингвистические (в частности, Ильин попрекал новую орфографию увеличением количества омографов и омонимов после исчезновения различий вроде есть/ѣсть, миръ/міръ), так и общественно-политические:

Зачем все эти искажения? Для чего это умопомрачающее снижение? Кому нужна эта смута в мысли и в языковом творчестве?? Ответ может быть только один: всё это нужно врагам национальной России. Им; именно им, и только им.

…

Помню, как я в 1921 году в упор поставил Мануйлову вопрос, зачем он ввёл это уродство; помню, как он, не думая защищать содеянное, беспомощно сослался на настойчивое требование Герасимова. Помню, как я в 1919 году поставил тот же вопрос Герасимову и как он, сославшись на Академию наук, разразился такою грубою вспышкою гнева, что я повернулся и ушёл из комнаты, не желая спускать моему гостю такие выходки. Лишь позднее узнал я, членом какой международной организации был Герасимов.

Поэт-символист Вячеслав Иванович Иванов критиковал реформу с эстетических позиций:

Язык наш запечатлевается в благолепных письменах: измышляют новое, на вид упрощённое, на деле же более затруднительное, — ибо менее отчётливое, как стёртая монета, — правописание, которым нарушается преемственно сложившаяся соразмерность и законченность его начертательных форм, отражающая верным зеркалом его морфологическое строение. Но чувство формы нам претит: разнообразие форм противно началу все изглаживающего равенства. А преемственностью может ли дорожить умонастроение, почитающее единственным мерилом действенной мощи — ненависть, первым условием творчества — разрыв?